# Nguyễn Tấn Vạn
Nguyễn Tấn Vạn (sinh năm 1959) là đại biểu Quốc hội Việt Nam khóa 13, thuộc đoàn đại biểu Bạc Liêu.

## Tiểu sử
Ngày sinh: 22/12/1959
Giới tính: Nam
Dân tộc: Kinh
Tôn giáo: Không
Quê quán: Xã Đông Hưng, huyện Cái Nước, Cà Mau
Trình độ chính trị: Cử nhân chính trị
Trình độ chuyên môn: Cử nhân Chính trị
Nghề nghiệp, chức vụ: Đại tá, Tỉnh ủy viên, Chính ủy Bộ Chỉ huy quân sự tỉnh Bạc Liêu
Nơi làm việc: Bộ Chỉ huy quân sự tỉnh Bạc Liêu
Ngày vào đảng: 4/6/1981
Nơi ứng cử: Bạc Liêu
Đại biểu Quốc hội khoá: XIII
Đại biểu chuyên trách: Không
Đại biểu Hội đồng nhân dân: Không